# The Prodigy
The Prodigy — англійський електронний танцювальний музичний гурт, заснований у Брейнтрі, Ессекс, у 1990 році продюсером, клавішником і автором пісень Ліамом Гаулеттом. Їхня музика охоплює різні стилі: від рейву на початку 1990-х до денсу, альтернативного року і біг-біту з елементами панкового вокалу в пізніший період. Класичний склад гурту утворювали троє музикантів — композитор Ліам Гаулетт та вокалісти Кіт Флінт і Максим. З 1990 по 2000 рік в гурті також працював танцюрист Лірой Торнхілл, а в ранні роки також вокалістка і танцюристка Шаркі. В березні 2019 Кіт Флінт наклав на себе руки.
The Prodigy розпочинали з андеграундової сцени рейву, але вже незабаром досягли світової слави. Найвідомішими композиціями вважаються: «Out Of Space», «Smack My Bitch Up», «No Good (Start The Dance)», «Breathe», «Firestarter», «Poison» та «Voodoo People».

## Історія гурту
The Prodigy дебютували мініальбомом What Evil Lurks, але популярність їм приніс синґл «Charly», що дістався до третього місця на британському хіт-списку. Їхній дебютний альбом Experience вийшов у 1992 році. Він був 12-й в списку найпродаваніших альбомів у Великій Британії.
Після наступного альбому гурту Music For The Jilted Generation, що вийшов 1994 року, тижневик New Musical Express називав Гаулетта «Робокопом і Бетховеном в одній особі». Альбом зламав комерційний успіх свого попередника, гурт став зіркою MTV. Альбом був натхненний, зокрема спротивом щодо законів у Великій Британії, що криміналізували рейв-заходи.
Найбільший комерційний успіх здобув третій альбом The Fat Of The Land (1997) з хітами Firestarter, Breathe і контроверсійним Smack My Bitch Up. В США його видав лейбл Мадонни — Maverick.
Після кількох років активності гурт зійшов з музичної сцени. 1999 року Ліам Гаулетт випустив сольний альбом The Dirtchamber Sessions Volume One, сольними виступами зайнялися також інші учасники гурту, щоправда без особливого успіху. 2000 року гурт покинув Лірой Торнгілл.
У 2002 році вийшов синґл Baby's Got Temper, який був предвісником нового альбому, прем'єра якого відкладалася. Лише в 2004 році відбувся реліз альбому Always Outnumbered, Never Outgunned, а серед гостей на запису були зокрема Ліам і Ноел Галлахер з Oasis (Shootdown), актриса Джульєтт Льюїс (Hotride), Кул Кіф (Kool Keith), Прінцес Суперстар (Princess Superstar) і Твіста (Twista). Проте, альбом не досяг великого успіху.
Діяльність гурту в 1990-ті підсумувала компіляція Their Law: The Singles 1990—2005, що містить найвідоміші хіти The Prodigy.
23 лютого 2009 року гурт випустив новий альбом Invaders Must Die. Шостий студійний альбом The Day Is My Enemy The Prodigy випустили 30 березня 2015 року. 2 листопада 2018 року гурт випустив сьомий студійний альбом «No Tourists».
4 березня 2019 стало відомо, що Кіт Флінт наклав на себе руки.
В серпні 2019 року Ліам Гаулетт заявив, що працює над новим альбомом The Prodigy.

## Концерти
В Україні гурт виступав шість разів. Перший раз в 1998 році; тоді концерт викликав шалений ажіотаж серед киян. На розігріві виступали Green Grey. Другий — в 2006, третій — в 2009, а четвертий — в 2013. П'ятий раз гурт приїхав до Києва 12 квітня 2016 року та виступив у Палаці Спорту з новим альбомом The Day Is My Enemy, який вони випустили в березні того ж року. Вшосте гурт приїжджав на фестиваль «Atlas Weekend 2017» 30 червня.
Всі світові анонси концертів гурту розміщені на їх офіційному сайті.

## Учасники
| Поточний склад - Ліам Гаулетт — клавішні, синтезатори, семпли, секвенсори, ударні (1990 — дотепер) - Maxim Reality — MC, бітбокс, вокал (1990 — дотепер) Поточний додатковий склад - Лео Крабтрі — барабани, перкусія (2008 — дотепер) - Оллі Берден — гітара (2017 — нині) | Колишні учасники - Кіт Флінт — танець (1990—2019), вокал (1996—2019) - Лірой Торнгілл — танець (1990—2000), іноді на концертах клавіші та синтезатори (1994—2000) - Шаркі — танець (1990–91) Колишні додаткові учасники - Джим Девіс — гітара (1995–96, 2002–04) - Гіз Батт — гітара (1996–99) - Аллі МакІннес — гітара (2001–02) - Роб Голлідей — гітара, бас (2005–06, 2008–17) - Пол «The Rev» Маєрс — гітара (2007) - Кірон Пеппер — ударні, перкусія, іноді гітара (1997—2007) - Ніл «Snell» Елдрідж — ударні, перкусія (2007) - Браян Фейрберн — ударні, перкусія (2007) - Бен Вайнман — гітара, бас (2017) |

## Дискографія
Альбоми
| дата релізу | назва                               | аудіоприклади                                  |
| 1992        | Experience                          | «Out Of Space»ⓘ                                |
| 1994        | Music for the Jilted Generation     | «Voodoo People»ⓘ «Poison»ⓘ                     |
| 1997        | The Fat Of The Land                 | «Firestarter»ⓘ «Smack My Bitch Up»ⓘ «Breathe»ⓘ |
| 2004        | Always Outnumbered, Never Outgunned |                                                |
| 2005        | Their Law: The Singles 1990-2005    |                                                |
| 2009        | Invaders Must Die                   |                                                |
| 2015        | The Day Is My Enemy                 |                                                |
| 2018        | No Tourists                         |                                                |